# Akkumuleret markedsmætning
Akkumuleret Markedsmætning er et udtryk for, at man, ved hjælp af en nøje planlagt udgivelse af nyt indhold, kan stable indholdet og opnå forøget markedsmætning over tid.
Alt indhold har en begrænset levetid og derfor illustrerer hver kurve for det nye indhold, hvordan indholdet først opnår en stigende mætning for derefter at fase ud. Dette er baseret på samme princip som bl.a. PLC-kurven. Toppen af den enkelte kurve er det tidspunkt hvor indholdet er mest “modent” og mætter markedet bedst. For at udnytte effekten af akkumuleret markedsmætning bedst, bør nyt indhold udgives, der hvor interessen for det gamle indhold er størst.
I den akkumuleret markedsmætning er der ikke taget forbehold for målgruppens egen spredning af indholdet (gennem f.eks. deling af indholdet på de sociale medier og anden word of mouth samt evt. hype). Indsættes dette i beregningen, vil man, alt andet lige, få en eksponentielt stigende markedsmætning frem for en akkumuleret stigning.